# Mustafa Muhammad Abd al-Dżalil

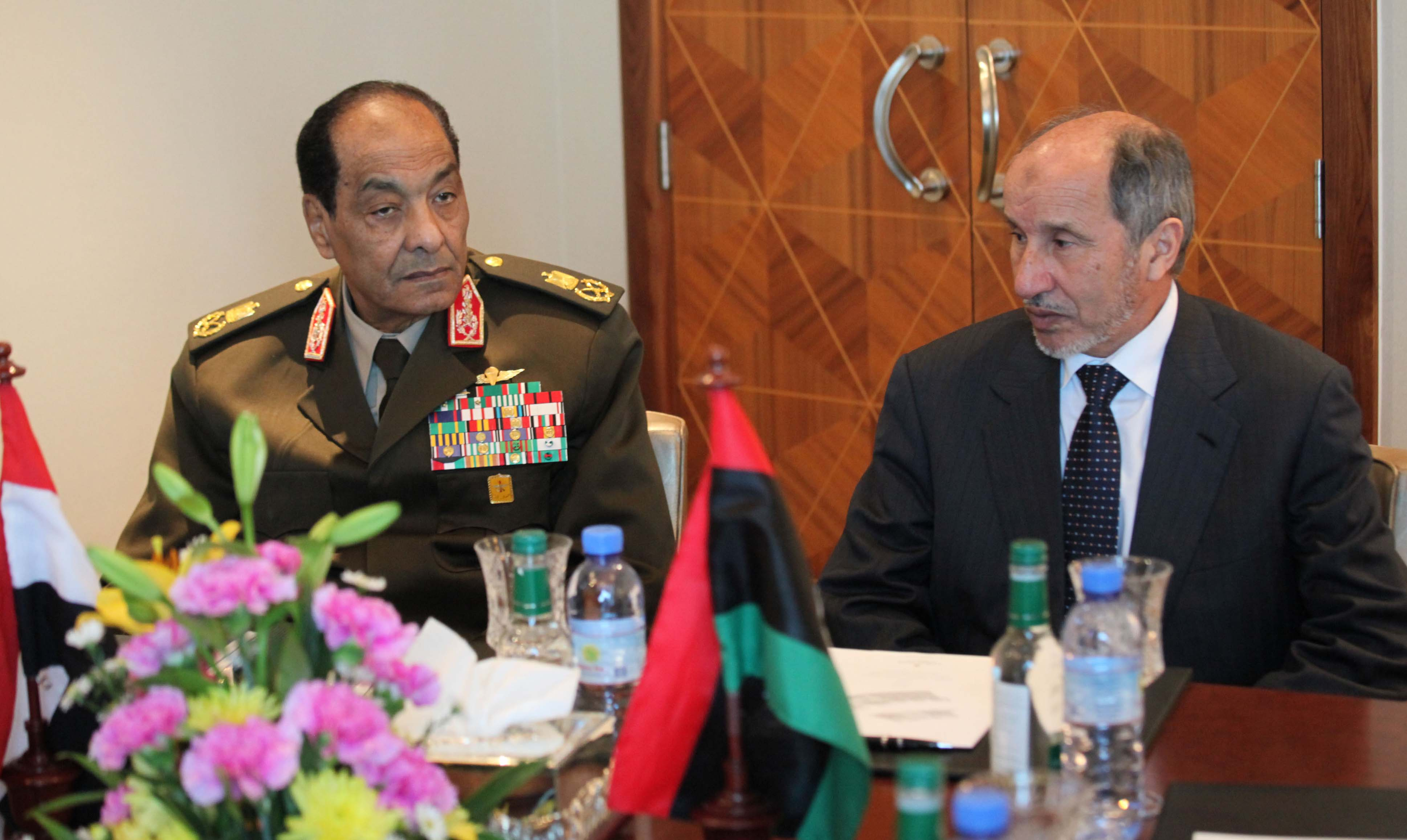
Mustafa Muhammad Abd al-Dżalil i Muhammad Husajn Tantawi. (2012)

Mustafa Muhammad Abd al-Dżalil (ur. 1952 w Al-Bajdzie) – libijski polityk, minister sprawiedliwości w latach 2007-2011. 5 marca 2011 stanął na czele Narodowej Rady Tymczasowej, opozycyjnego ośrodka władzy wobec Muammara al-Kaddafiego w czasie wojny domowej w Libii, który przejął kontrolę nad państwem i sprawował do 8 sierpnia 2012.

## Życiorys
Mustafa Muhammad Abd al-Dżalil urodził się w 1952 w mieście Al-Bajda. W 1975 ukończył prawo oraz prawo szariatu na Wydziale Języka Arabskiego i Studiów Islamskich na Uniwersytecie Libijskim. Po studiach rozpoczął pracę jako asystent w prokuraturze w Al-Bajdzie. W 1978 uzyskał nominację sędziowską. W 2002 został mianowany przewodniczącym Sądu Apelacyjnego w Al-Bajdzie.
Od 2007 do 21 lutego 2011 pełnił funkcję sekretarza sprawiedliwości w rządzie (Generalny Komitet Ludowy) premiera Al-Baghdadiego Alego al-Mahmudiego. W sierpniu 2010 organizacja broniąca praw człowieka Human Rights Watch wyraziła uznanie wobec jego postawy sprzeciwiającej się arbitralnym aresztowaniom i długim więzieniem bez procesu sądowego. W listopadzie 2010 Amnesty International odnotowała, iż minister wezwał do zwolnienia grupy ok. 200 więźniów, którzy odbyli już swą karę lub zostali uniewinnieni przez sąd, a nadal przebywali w zakładach karnych.
21 lutego 2011, w czasie wojny w Libii, zrezygnował ze stanowiska w rządzie w proteście przeciwko "nadmiernemu używaniu przemocy wobec antyrządowych demonstrantów". 22 lutego oświadczył, że Muammar al-Kaddafi osobiście wydał rozkaz wysadzenia samolotu nad Lockerbie w 1988. Dwa dni później stwierdził natomiast, że odpowiedzialność za zarażenie 400 dzieci wirusem HIV w 1998 ponosi wyłącznie reżim pułkownika.
24 lutego 2011 przewodniczył spotkaniu grupy opozycyjnych polityków, byłych oficerów wojskowych i przywódców plemiennych w mieście Al-Bajda na wschodzie kraju wyzwolonym spod władzy pułkownika Kaddafiego. Abd al-Dżalil odmówił prowadzenia z nim jakichkolwiek rozmów i wezwał do rezygnacji z władzy. 26 lutego 2011 podjął działania na rzecz ustanowienia opozycyjnego w stosunku do Kaddafiego rządu.
5 marca 2011 stanął na czele powołanej przez powstańców Narodowej Rady Tymczasowej, występującej jako jedyny reprezentant całej Libii. Wraz z ofensywą powstańców, wspieranych z powietrza przez siły NATO, wzrastało uznanie międzynarodowe dla Narodowej Rady Tymczasowej. 23 sierpnia 2011 powstańcy zdobyli kwaterę Kaddafiego w Trypolisie, zmuszając go do ucieczki, a Rada efektywnie (de facto) przejęła władzę w kraju. 16 września 2011 została oficjalnie uznana przez ONZ, a jej przedstawiciel uzyskał mandat w Zgromadzeniu Ogólnym.
8 sierpnia 2012 Narodowa Rada Tymczasowa przekazała władzę wybranemu w lipcu 2012, w pierwszych w historii kraju demokratycznych wyborach, Zgromadzeniu Narodowemu na ręce najstarszego deputowanego (seniora) – Muhammeda Ali Salima i została rozwiązana.